# Майка (Сладковский район)
Майка — деревня в Сладковском районе Тюменской области России. Административный центр Майского сельского поселения.

## История
Основана в 1926 году. По данным на 1926 год выселок Майский состоял из 5 хозяйств. В административном отношении входил в состав Катайского сельсовета Сладковского района Ишимского округа Уральской области.

## Население
| 2010 |
| ---- |
| 531  |

По данным переписи 1926 года на выселке проживало 27 человек (11 мужчин и 16 женщин), в том числе: русские составляли 100 % населения.
Согласно результатам переписи 2002 года, в национальной структуре населения русские составляли 82 % из 633 чел.